# Дубина (заказник, Гадяцький район)
Дубина — ботанічний заказник місцевого значення в Україні. Розташований між селами Броварки та Книшівка Гадяцького району Полтавської області.
Площа - 103 га. Створено згідно з Рішенням Полтавського облвиконкому від 17.04.1992 № 74. Перебуває у користуванні ДП «Гадяцький лісгосп» (Краснолуцьке лісництво, кв. 46, 47).
Охороняється лісовий масив на правому корінному березі річки Псел із угрупованнями кленово-липово-дубових та ясенево-дубових лісів з участю граба звичайного з багатою флорою і фауною. Трапляється 2 види рідкісних рослин та 17 видів рідкісних тварин.
Входить до складу Гадяцького регіонального ландшафтного парку.